# Bonnie Ross
Bonnie Ross é uma desenvolvedora americana de jogos eletrônicos e vice-presidente corporativa do Xbox Game Studios. Ross fundou e dirige a 343 Industries, o estúdio subsidiário que gerencia a franquia de jogos eletrônicos Halo.

## Educação
Ela começou sua carreira universitária em engenharia e foi uma das únicas mulheres em seu curso de engenharia. Ross acabou mudando para uma nova formação em redação técnica no departamento de jornalismo durante seu ano letivo de 1987 a 1988. Ross se formou na Universidade Estadual do Colorado em 1989 com um diploma em Comunicação técnica e uma especialidade em Física e Ciência da computação.

## Experiência profissional
A carreira de Ross na indústria de jogos eletrônicos começou em 1994, começando como produtor de jogos esportivos para PC. Além da franquia Halo, ela trabalhou em muitos outros títulos de jogos, incluindo NBA: Inside Drive, Pandora's Box, Zoo Tycoon, Dungeon Siege, Counter Strike, Gears of War, Jade Empire, Psychonauts e Mass Effect.
Ross foi listada no artigo de 2014 da revista Fortune "10 mulheres poderosas nos jogos eletrônicos", que notou que ela era "responsável por definir a visão e liderar a franquia Halo, que vendeu mais de 60 milhões de cópias em todo o mundo" e que "ajudou a aumentar a franquia Halo além dos jogos", com livros, séries de vídeo e séries de TV.
A Academy of Interactive Arts & Sciences nomeou Bonnie Ross como Inductee de 2019 para o Inductee do Hall of Fame no DICE Awards, realizado em fevereiro de 2019. Ela foi a segunda mulher indicada neste prêmio desde o estabelecimento.

## Palestras
Em outubro de 2014, Ross apareceu como palestrante na Grace Hopper Celebration of Women in Computing, realizada em Phoenix, Arizona, apresentando "Tecnologia e como está evoluindo a narrativa em nossas experiências de entretenimento". Ela também apareceu como palestrante no GeekWire 2013 e no ThinkNext 2015 da Microsoft em Israel.
Ross também foi a oradora principal da apresentação da Microsoft em 2015 na "E3" Electronic Entertainment Expo. O cabeça da divisão Xbox da Microsoft, Phil Spencer, foi noticiado no The Huffington Post como tendo dito: "Abrimos o show com a Bonnie. Ela tem autenticidade como alguém que está no Xbox há muito tempo, administrando nossa maior franquia e sendo porta-voz da plataforma, da indústria e de 'Halo'."

## Comunidade Xbox Live
Ross adotou uma forte posição contra o uso de insultos de gênero nos servidores Xbox Live, alegando que os banimentos vitalícios seriam concedidos àqueles que fazem comentários discriminatórios. Ela argumentou que os desenvolvedores de jogos têm uma "responsabilidade pessoal" de evitar estereótipos de gênero em seus jogos.

## Mulher na tecnologia
Bonnie Ross é vista como uma modelo quando se trata de mulheres nos jogos. Ela se esforça para aumentar a diversidade na indústria de jogos e diminuir a diferença entre homens e mulheres. Ela muitas vezes reforçou sua posição na contratação de mais desenvolvedores de jogos femininos, para que mais mulheres possam encontrar modelos na indústria. A influência de Ross já foi vista na franquia Halo com o aumento de protagonistas femininas. Também através de palestras em muitos eventos envolvendo mulheres em ciência, tecnologia, engenharia e matemática, ela tem inspirado mulheres a ingressar no campo de desenvolvimento de jogos.